# Abdul Halim Mu’adzam Shah
Abdul Halim Mu’adzam Shah ibni Sultan Badlishah GCB KStJ (* 28. November 1927 in Anak Bukit, Kedah; † 11. September 2017 in Istana Anak Bukit, Alor Setar, Kedah) war von 1958 bis zu seinem Tode Sultan des malaysischen Bundesstaates Kedah. Als solcher war er von 1970 bis 1975 erstmals Wahlkönig (Yang di-Pertuan Agong) Malaysias. Von Dezember 2011 bis Dezember 2016 amtierte er aufgrund des praktizierten Rotationsverfahrens wiederum als Yang di-Pertuan Agong und war damit bislang der einzige, der dieses Amt zweimal bekleidete.

## Leben

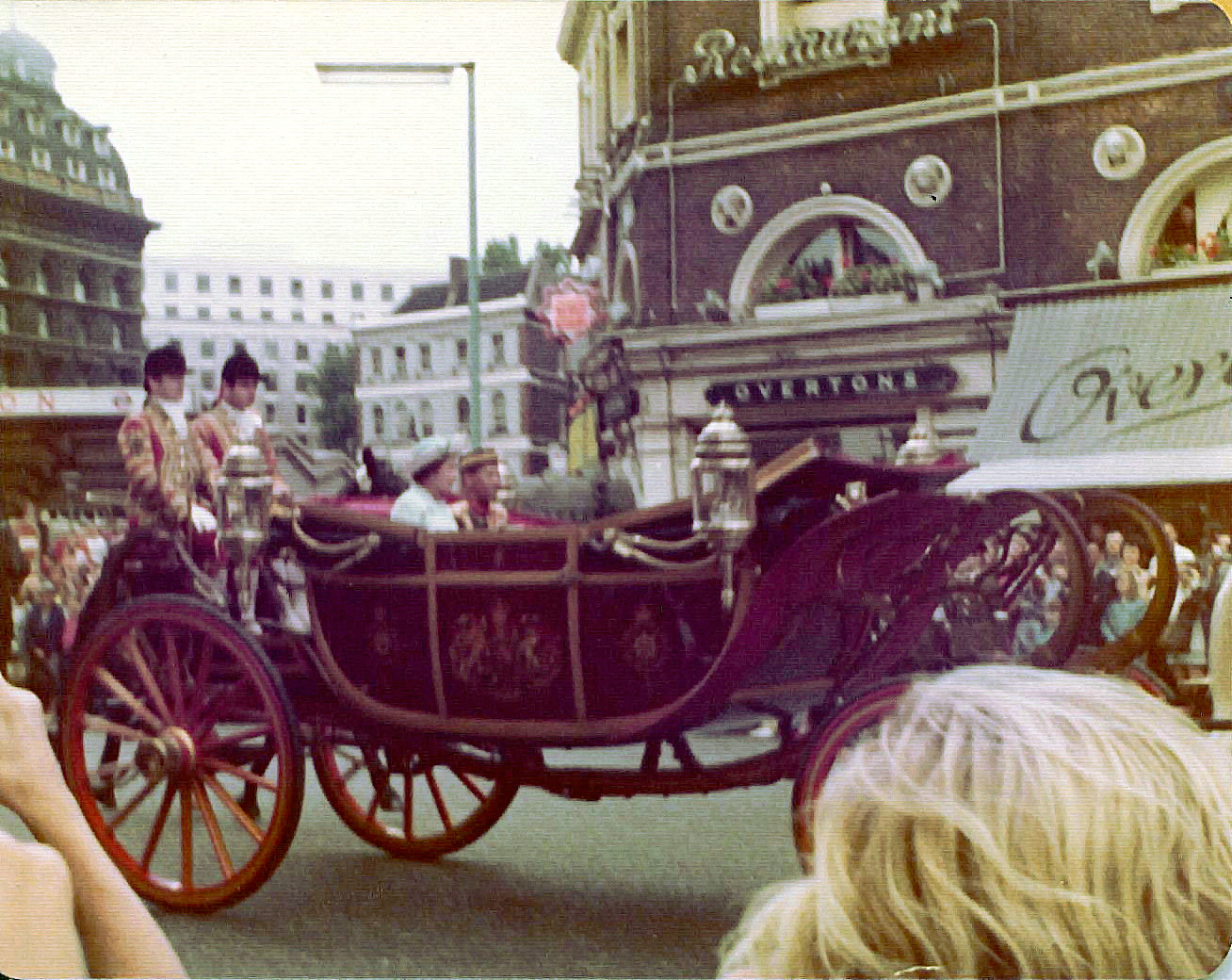
Abdul Halim Mu’adzam Shah mit Königin Elisabeth II. bei einem Staatsbesuch in Großbritannien am 9. Juli 1974

Abdul Halim Mu’adzam war der zweite Sohn von Sultan Badlishah, der von 1943 bis 1958 Sultan von Kedah war. Nach dem Besuch lokaler Schulen in Kedah besuchte er zwischen 1946 und 1948 das Kolej Sultan Abdul Hamid in Alor Setar. Im Anschluss absolvierte er ein Studium der Sozial- und Verwaltungswissenschaften am Wadham College der University of Oxford und schloss dieses mit einem Bachelor of Arts (B.A. Social Science and Public Administration) ab. Nach seiner Rückkehr nach Malaysia arbeitete er im Verwaltungsdienst, und zwar zunächst im Bezirksamt von Alor Setar und anschließend im Schatzamt des Sultanats Kedah. Nach dem Tode seines älteren Bruders wurde er am 6. August 1949 zum Raja Muda ernannt und damit zum Kronprinzen.
Als sein Vater am 13. Juli 1958 starb, wurde er dessen Nachfolger als Sultan von Kedah. Damit verbunden war die Mitgliedschaft im Gremium der Bundesherrscher, aus deren Mitte im fünfjährigen Wechsel der König von Malaysia gewählt wird.
Nachdem er zwischen 1965 und 1970 Vizekönig gewesen war, wurde Abdul Halim Mu’adzam am 23. Juli 1970 als Nachfolger von Ismail Nasiruddin Shah, dem Sultan von Terengganu, erstmals zum Yang di-Pertuan Agong gewählt. Das Amt des Wahlkönigs bekleidete er vom 21. September 1970 bis zu seiner Ablösung durch den Sultan von Kelantan, Yahya Petra, am 21. September 1975. Während seiner Regentschaft wurde er mit zahlreichen in- und ausländischen Orden geehrt und erhielt unter anderem das Halsband des Chrysanthemenorden (1970), die Ritterwürde des Order of Saint John (1972), Würde eines Knight Grand Cross des Order of the Bath (1972), den Chakri-Orden (2013) und das Großkreuz des Ordens Karls III.
Zwischen 2006 und 2011 war er abermals Vizekönig, ehe er am 14. Oktober 2011 durch das neunköpfige Sultansgremium zum Nachfolger des Sultans von Terangganu, Mizan Zainal Abidin, zum Herrscher gewählt wurde. Am Tage seiner Vereidigung am 13. Dezember 2011 wurde er somit 14. Yang di-Pertuan Agong Malaysias und zugleich ältester Monarch in der Geschichte des Landes. Außerdem war er der erste Wahlkönig Malaysias, der dieses Amt zweimal innehatte. Die Krönung fand am 26. April 2012 statt. Als Monarch hatte er in erster Linie repräsentative Aufgaben, galt als Garant für den Erhalt der Landestraditionen und wurde als höchster Religionsvertreter in dem überwiegend muslimischen Land angesehen.
Im September 2017 starb Abdul Halim Mu’adzam Shah 89-jährig in Alor Setar.